# Hala sportowo-widowiskowa MOSiR w Pile
Hala sportowo-widowiskowa MOSiR znajduje się przy ulicy Żeromskiego 90 w Pile, w dzielnicy Górne, na skraju miasta. Została otwarta w grudniu 2001 roku, projekt wykonała firma Kontur. Powierzchnia użytkowa budynku wynosi 5989 m².
Posiada pełnowymiarowe boisko o nawierzchni tarketowej i trybuny na 1500 miejsc stałych (aczkolwiek rekordy frekwencji to nawet 2500 widzów). Spełnia aktualne wymogi międzynarodowe dotyczące gier zespołowych, jest dostosowana dla widzów i sportowców niepełnosprawnych. Działa tu także siłownia oraz studio rekreacji. Hala połączona jest łącznikiem z budynkiem hotelu i drugą, mniejszą halą. Sąsiaduje ze Stadionem MOSiR i boiskiem zapasowym-treningowym. Przy hali znajdują się też dwa korty tenisowe, boiska do siatkówki plażowej oraz amfiteatr na 500 miejsc.
Hala była areną wielu sportowych wydarzeń m.in. Turnieju Final Four Ligi Mistrzyń siatkarek (2003) i Turnieju Kwalifikacyjnego do World Grand Prix siatkarek (2004) i Mistrzostw Świata siatkarek U-18 (2003). Odbywają się tu też różne koncerty i targi. Na co dzień obiekt służy rozgrywkom Enea PTPS Piła w Orlen Lidze. Do niedawna występowała tutaj również drużyna Jokera Piła, grając w Polskiej Lidze Siatkówki.

## Oficjalne mecze reprezentacji siatkarek w Pile
| Przeciwnik | Data             | Impreza                                         | Wynik (Polska - przeciwnik)             |
| ---------- | ---------------- | ----------------------------------------------- | --------------------------------------- |
| Japonia    | sierpień 2002    | Mecz towarzyski                                 | bd                                      |
| Japonia    | sierpień 2002    | Mecz towarzyski                                 | bd                                      |
| Niemcy     | 26 sierpnia 2003 | Turniej kwalifikacyjny do World Grand Prix 2004 | 0-3 (20:25, 16:25, 19:25)               |
| Holandia   | 27 sierpnia 2003 | Turniej kwalifikacyjny do World Grand Prix 2004 | 3-2 (25:27, 25:17, 22:25, 25:22, 15:11) |
| Grecja     | 28 sierpnia 2003 | Turniej kwalifikacyjny do World Grand Prix 2004 | 3-0 (25:20, 25:17, 25:8)                |
| Bułgaria   | 30 sierpnia 2003 | Turniej kwalifikacyjny do World Grand Prix 2004 | 3-0 (25:22, 25:20, 27:25)               |
| Białoruś   | 5 lipca 2009     | Mecz towarzyski                                 | 3-1 (25:14, 22:25, 25:11, 25:14)        |
| Białoruś   | 7 lipca 2009     | Mecz towarzyski                                 | 2-3 (25:14, 17:25, 25:18, 25:27, 13:15) |